# Lestrigones

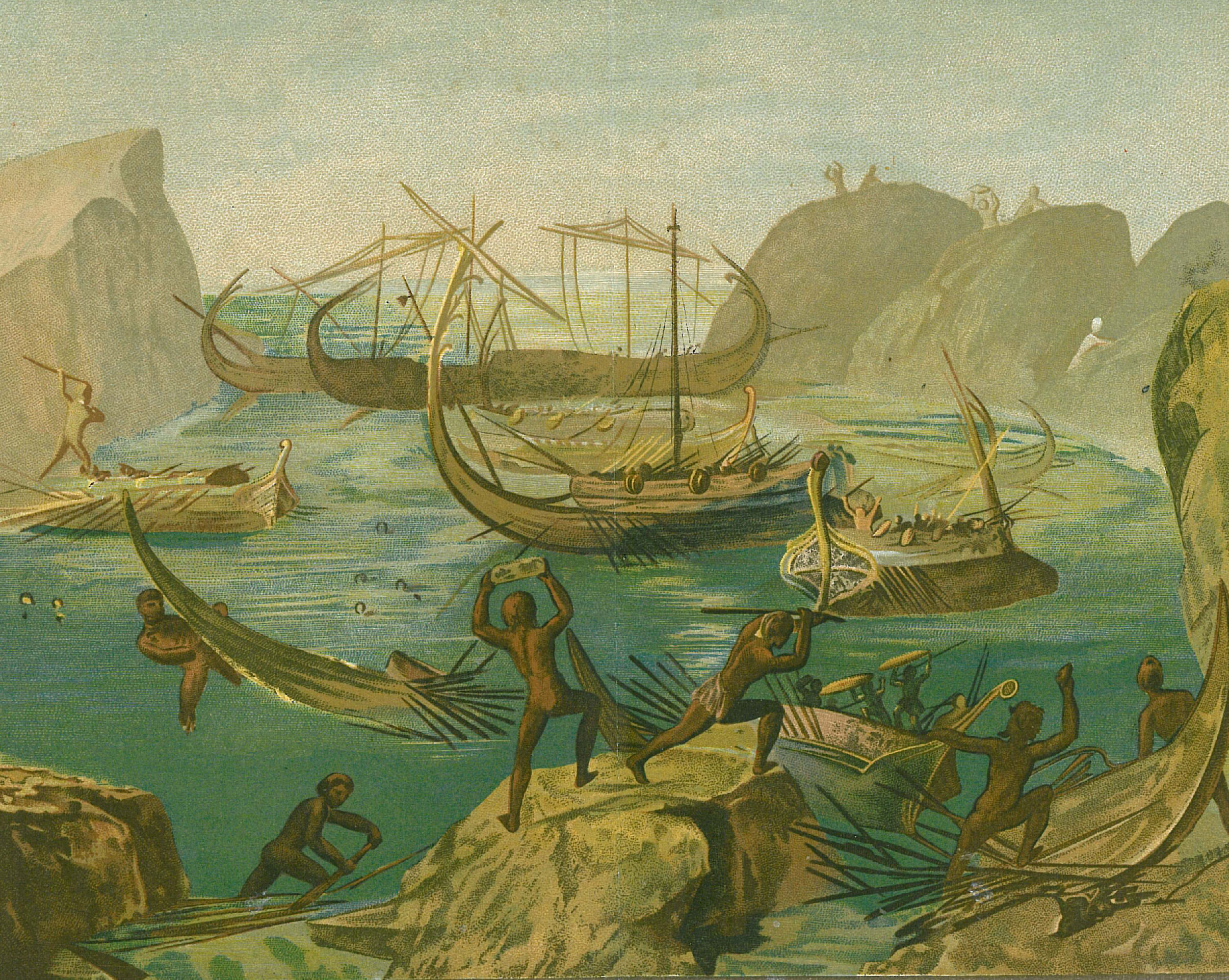
Ilustración de Griechische Heldensagen für die Jugend bearbeitet (Historias épicas griegas adaptadas para los jóvenes), de J. C. Andrä, 1902: Ataque de los lestrigones.

En la mitología griega, los lestrigones (en griego: Λαιστρυγόνες, Laistrygónes) son un pueblo de gigantes antropófagos que vivían en Lestrigonia o la tierra lestrígona. La tradición sitúa a los lestrigones en Sicilia oriental o en la costa de Cerdeña. Los lestrigones tienen a su epónimo, Lestrigón. 
Duris de Samos, en su segundo libro de la Líbica, dice que la ciudad de Lamos, tierra de los lestrigones, fue así llamada por Lamia, una reina de las tierras líbicas.
Una fuente tardía dice que Polifemo, Antífates y un tal Cíclope eran hijos de Sicano (cf. sicanos), hijo a su vez de Briareo. Así cíclopes y lestrigones tenían una ascendencia común.

## En laOdisea
Según el canto X de la Odisea, Odiseo y sus compañeros llegan en una docena de embarcaciones a Telépilo de Lamos, la ciudad de los lestrigones. Lamos no vuelve a ser mencionada, siendo sobrentendida como la comarca en que se encuentra. Se relata a continuación que en esta región un hombre que pudiera prescindir del sueño podía ganar doble sueldo: como pastor de ganado vacuno y como pastor de ovejas.
Los barcos entraron en un puerto rodeado por abruptos acantilados, con sólo una entrada entre dos promontorios. Los capitanes metieron sus naves dentro del puerto muy juntas entre sí. Odiseo guardó su propia nave fuera del puerto, amarrada a una roca. Trepó a una roca alta para hacer un reconocimiento, pero solo pudo ver un poco de humo ascendiendo desde el suelo. Envió a tres de sus hombres, uno de ellos como heraldo, para que averiguasen algo sobre los habitantes del lugar.
Los hombres siguieron por un camino y encontraron a una mujer joven que dijo que era hija de Antífates, el rey, y los condujo a su casa. Cuando llegaron allí vieron una mujer gigantesca, que era la esposa de Antífates. Inmediatamente llamó a su marido, quien dejó la asamblea del pueblo y al llegar raptó a uno de los hombres y empezó a comérselo.
Los otros dos hombres se escaparon, pero Antífates provocó un griterío y fueron perseguidos por miles de lestrigones, que eran de tamaño gigantesco. Lanzaron rocas inmensas desde los acantilados con las que destrozaron los barcos, y arponearon a los hombres como a peces.
Odiseo pudo escapar con un único barco debido a que no fue atrapado en el puerto; el resto de las embarcaciones, junto con algunos de sus tripulantes, se perdieron. La tripulación superviviente llegaría después a la isla Eea, morada de Circe.